# 가라후토 개척사
가라후토 개척사(樺太開拓使)는 1870년 2월부터 1871년 8월까지 존재했던 일본 제국의 관청이다.
1867년 에도 막부와 러시아 제국이 맺은 조약에 따라 사할린섬은 일본과 러시아가 혼재하는 땅이 되었다. 이후 일본에서 왕정복고의 대호령이 내려져 메이지 신정부가 수립되었는데 메이지 정부는 홋카이도에 개척사를 설치한 뒤 사할린을 개척사의 관할 범위에 넣었다. 개척사는 본래 하코다테 재판소로 출범했다가 하코다테부를 거쳐 개척사로 변모했는데 하코다테 재판소 시절부터 사할린의 행정은 오카모토 간스케가 담당하고 있었다. 1868년과 1869년 일본 본토에서 사할린으로 이주한 일본인은 500명이 넘었는데 오카모토는 이들에게 세금을 거두지 않고 식량을 제공하는 편의를 제공했으나 정주는 쉽지 않았다.
이 무렵 러시아는 사할린 근처에 군대를 파견하고 1869년부터 대대적인 이주를 시작했다. 특히 러시아 병사들이 파괴 활동·방화 활동을 벌여 일본과 분쟁이 빈발했다. 이에 오카모토는 1867년 막부가 체결한 조약을 파기하고 사할린을 일본 고유의 영토라 선언한 뒤 러시아인의 침입을 거부한다는 자세를 보였다.
오카모토는 사태의 긴급성을 보고하기 위해 상경했다. 정부는 보고를 받은 뒤 1870년 2월 13일 사할린섬의 관할을 개척사에서 분리해 가라후토 개척사를 설치했다. 다만 독립된 예산을 운용하고 쿠슌코탄이라 불리던 사할린섬을 가라후토로 개칭한 것 외에 실질적 변화는 없었다. 5월 9일 구로다 기요타카가 홋카이도 개척사 차관이 되었고 8월에 가라후토를 시찰했다. 구로다는 일본인과 러시아인이 혼재하여 거주하는 상황에서 현지 러시아 당국과 당면한 분쟁을 해결한 뒤 도쿄로 돌아갔다. 그리고 오카모토는 그 해 윤10월에 사임했다.
도쿄로 돌아간 구로다는 가라후토의 상황이 이대로 이어진다면 3년도 못 버틸 거라면서 북방 개척을 본격화할 필요성을 논했다. 이를 계기로 홋카이도 개척사에 막대한 예산이 배정되었고 홋카이도 개발이 가속화했다. 하지만 가라후토의 상황은 크게 변하지 않았고 결국 정부에 의해 1871년 8월 7일 폐지되었다.